# Averara
Averara ist eine italienische Gemeinde (comune) mit 178 Einwohnern (Stand 31. Dezember 2023) in der Provinz Bergamo, Region Lombardei. 

## Geographie

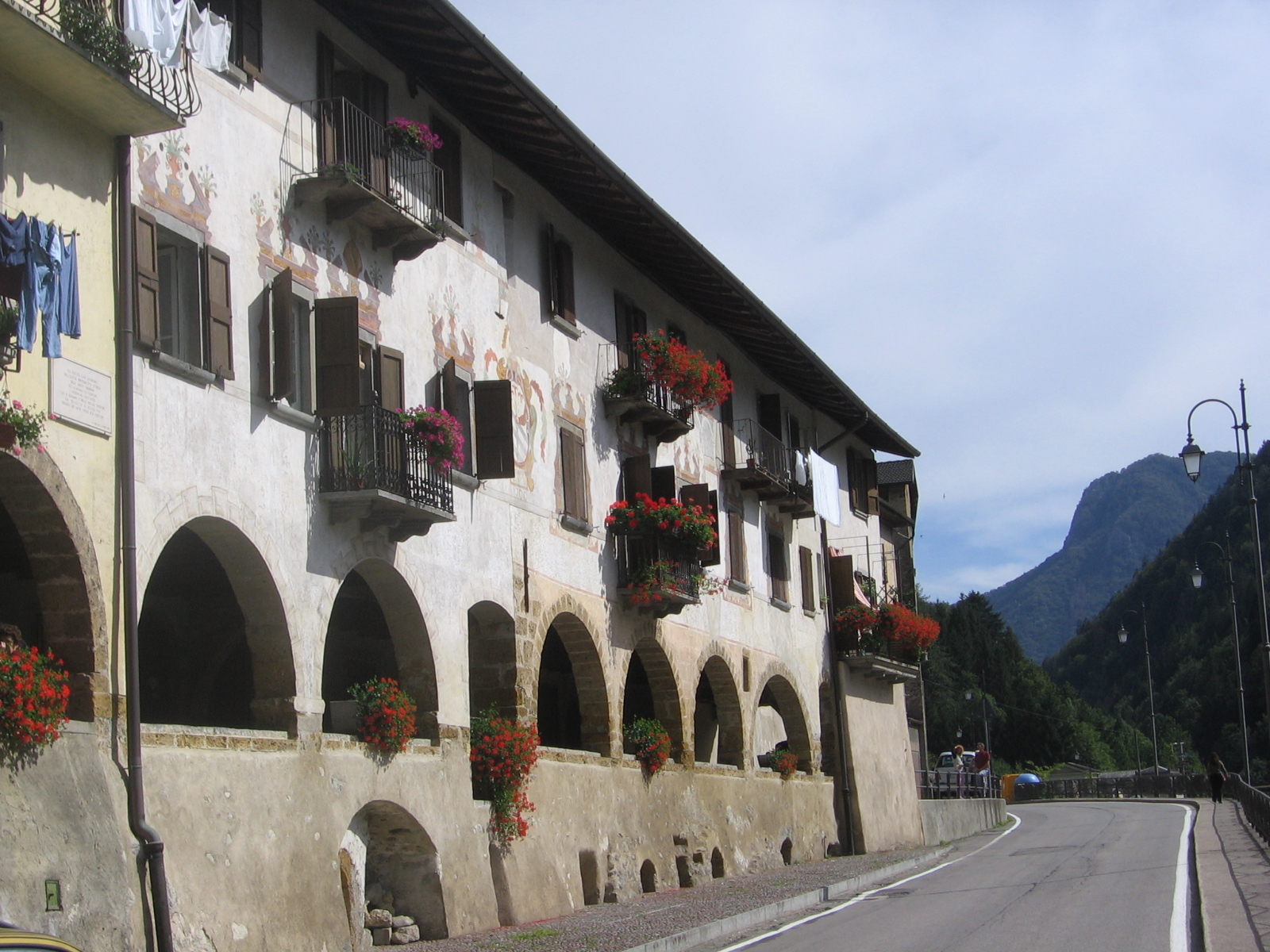
Straße mit Laubengang

Die Nachbargemeinden sind Albaredo per San Marco (SO), Bema (SO), Gerola Alta (SO), Mezzoldo, Olmo al Brembo und Santa Brigida.